# Gadesco-Pieve Delmona
Gadesco-Pieve Delmona ist eine norditalienische Gemeinde (comune) mit 1889 Einwohnern (Stand 31. Dezember 2023) in der Provinz Cremona in der Lombardei. Die Gemeinde liegt etwa vier Kilometer ostnordöstlich von Cremona. Der Verwaltungssitz der Gemeinde befindet sich im Ortsteil Cà de' Mari.

## Geschichte
Die beiden bis dahin unabhängigen Gemeinden Gadesco und Pieve Delmona wurden 1929 zusammengelegt.

## Verkehr
Durch die Gemeinde führt die frühere Strada Statale 10 Padana Inferiore (heute eine Provinzstraße) von Turin nach Monselice.